# Мяли
Мяли (пол. Miały, нім. Miala) — село в Польщі, у гміні Велень Чарнковсько-Тшцянецького повіту Великопольського воєводства.
Населення — 855 осіб (2011).
У 1975—1998 роках село належало до Пільського воєводства.

## Демографія
Демографічна структура станом на 31 березня 2011 року:
|          | Загалом | Допрацездатний вік | Працездатний вік | Постпрацездатний вік |
| -------- | ------- | ------------------ | ---------------- | -------------------- |
| Чоловіки | 441     | 83                 | 318              | 40                   |
| Жінки    | 414     | 80                 | 245              | 89                   |
| Разом    | 855     | 163                | 563              | 129                  |